# Mike McKone

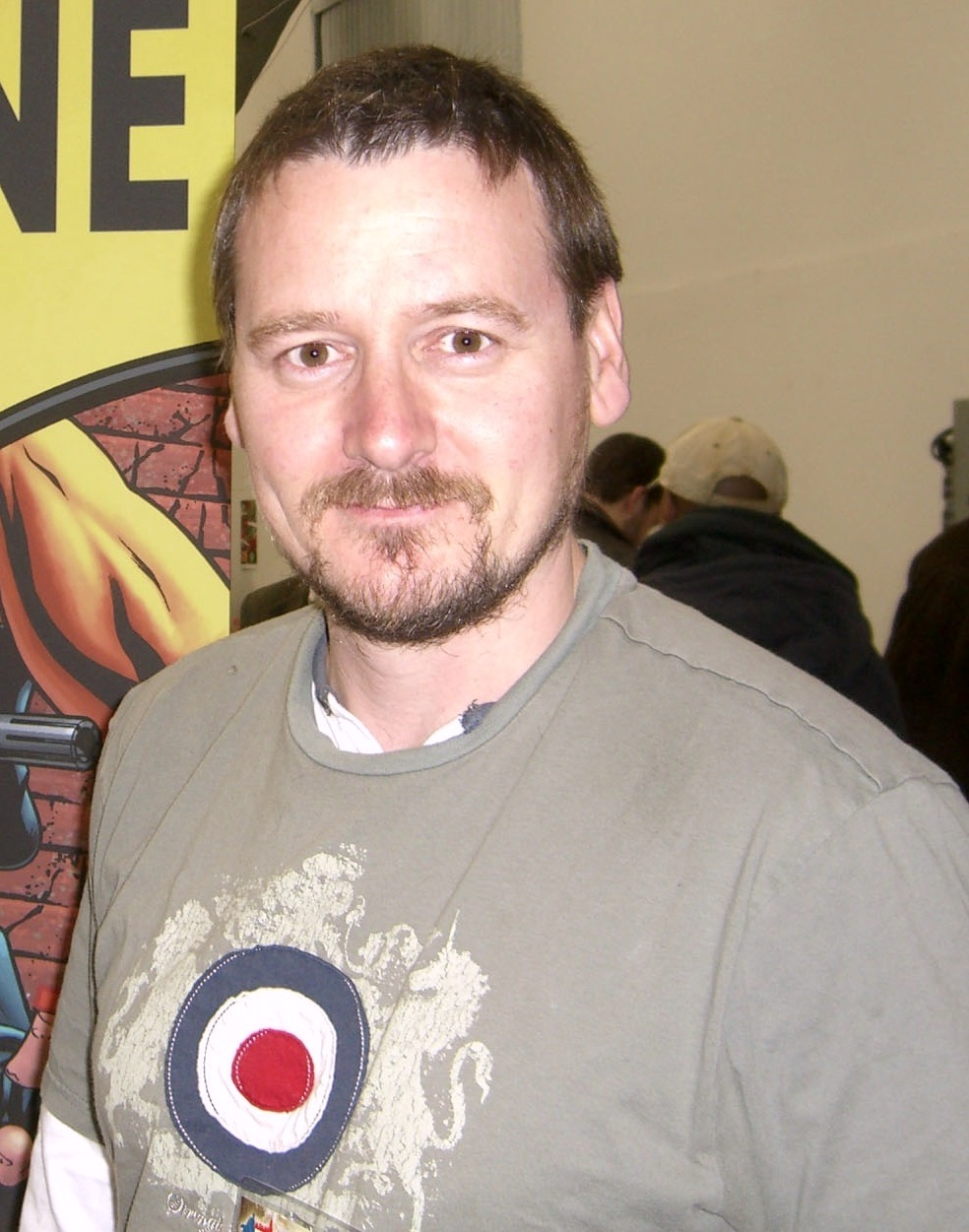
Mike McKone (2009)

Michael „Mike“ McKone ist ein US-amerikanischer Comiczeichner.

## Leben und Arbeit
McKone arbeitet seit den frühen 1990er Jahren als professioneller Comiczeichner. Seither hat er unter anderem für die DC-Serien Justice League International, Teen Titans, Superman und Adventures of Superman, sowie die Marvel-Serien Punisher War Zone, X-Men und Fantastic Four gezeichnet.

## Bibliografie
- Adventures of Superman #579
- Big Town #1-4
- DCU Heroes #Secret Files 1 (plus pin-up)
- Detective Comics #623
- Exiles #1-4,7-10,12-15,18-19
- Fantastic Four #527-534,536-539
- Green Lantern v2, #80-Page Giant 2
- Heroes Reborn: Doom #1
- JLA: Secret Society Of Super-Heroes #1-2
- JSA All Stars #4
- Justice League America/International #25,28,41-42,Ann 4
- Justice League Quarterly #3,5
- L.E.G.I.O.N. 'xx #Ann 2-3
- Legion Worlds: #6
- Mister Miracle: #6
- Parallax: Emerald Night #1
- Punisher: War Zone #11-14
- Secret Files & Origins Guide To DC Universe 2000 #1
- Spartan: Warrior Spirit #1-4
- Superman: #151-153
- Superman Vs. Darkseid: #1
- Tangent Comics 97: Metal Men #1
- Teen Titans v3, #1-6,9-12,16-19,21-23
- Thor v2, #14
- Titans #Secret Files 1 (2 pp)
- Vext #1-6
- X-Men: Prime #1
- X-Men Unlimited #3

| Personendaten    | Personendaten                   |
| ---------------- | ------------------------------- |
| NAME             | McKone, Mike                    |
| ALTERNATIVNAMEN  | McKone, Michael                 |
| KURZBESCHREIBUNG | US-amerikanischer Comiczeichner |
| GEBURTSDATUM     | 20. Jahrhundert                 |